# Convento de Constantinopla
El Convento de Constantinopla (formalmente Convento de Nuestra Señora de la Anunciación, y anteriormente Convento de Nuestra Señora de la Salutación) es un convento de franciscanas en Carabanchel, Madrid, fundado en el siglo XV.

## Historia
El convento fue fundado inicialmente en 1469 por Pedro de Zapata, comendador de Medina de las Torres y camarero de Juan II de Castilla; y su mujer, Catalina Manuel de Lando; en la villa de Rejas cercana a Madrid y hoy desaparecida. Hacia 1500, una religiosa del convento, Jerónima de Luján, trajo una pintura de la Virgen María con el Niño. Según la leyenda esta pintura fue descubierta por un ermitaño de las cercanías de Constatinopla. Por esta motivo la imagen fue conocida como Virgen de Constantinopla, pasando a llamarse bajo este nombre el convento.
Debido a la insalubridad de la villa de Rejas, el convento fue trasladado en 1551 a Madrid, a la calle de la Almudena o de Santa María, actual calle Mayor.

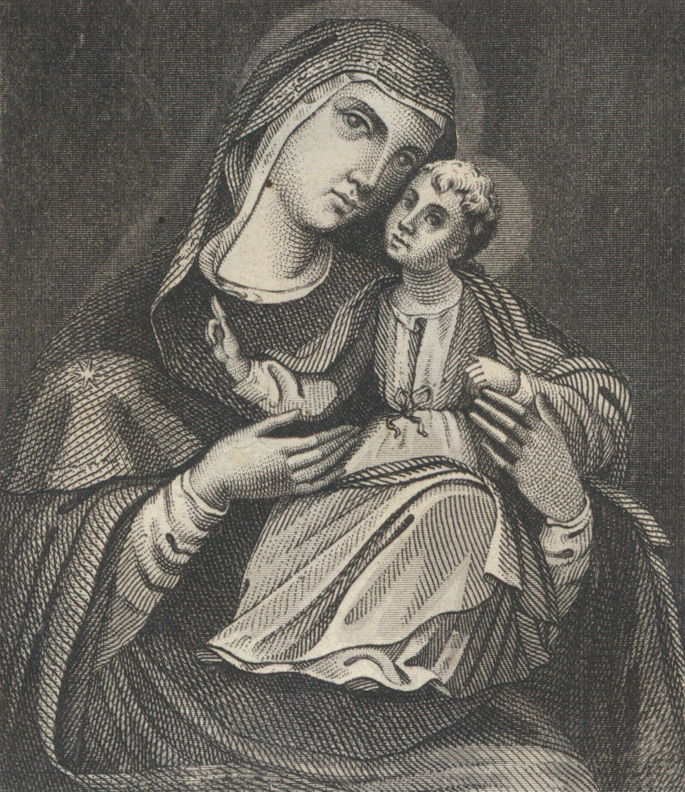
Detalle de un grabado en que se reproduce la imagen de la Virgen de Constantinopla que se veneraba en el convento.

A finales del siglo XVI, el viajero Diego Cuelbis decía del convento:
Cerca de la Iglesia de Santa María. Es un monasterio de monjas, las cuales cada semana al sabbato [sic] tienen una música suavíssima vocale e instrumentale (sic). Una toca la orgel, otro taña el luyto y otra la pandora, violón grande, y una canta el Magnificat si dolcemente que es un espanto de oírla. A la fe de christiano que yo no he oído jamás más limpia y dolce voce humana, que un hombre es casi transportado de sí mismo.
En 1628 se acabó la obra de la iglesia de este segundo cenobio, según planos de Juan Gómez de Mora.
La comunidad fue exclaustrada en 1836, pasando a ser acogida por el convento de la Concepción Jerónima. A finales del siglo XIX la comunidad adquirió un solar en Carabanchel. En el solar se construiría el convento entre 1904 y 1908.Esta instalación en Carabanchel supuso la obligación por parte de la comunidad del convento de mantener una escuela gratuita, germen del colegio que mantienen en la actualidad.
Durante la guerra civil española, la comunidad sufrió un ametrallamiento el 20 de julio de 1936, tras el cual abandonaron el convento siendo liberadas por Atiliano Brell, alcalde de Carabanchel. Pudieron volver al convento en 1944, aunque tras su vuelta no pudieron encontrar la imagen de Nuestra Señora de Constatinopla, de la que solo se conserva una copia.

## Descripción
El edificio actual del convento es de ladrillo y cuenta con una pequeña iglesia.
La ubicación anterior del convento fue construida según planos de Gómez de Mora. La iglesia de este segundo convento fue muy alabado por autores como Ponz en su Viage de España.